# Mateusz Dziemba
Mateusz Marek Dziemba (Bytom, 25 aprile 1992) è un cestista polacco.